# Liste des sites historiques du Japon (Osaka)
Cette liste présente les sites historiques du Japon situés dans la préfecture urbaine d'Ōsaka.

## Sites historiques nationaux
Soixante et onze sites sont désignés comme étant d'importance nationale (dont deux sites historiques spéciaux) ; la tombe de Chikamatsu Monzaemon couvre les limites préfectorales avec la préfecture de Hyōgo,.
| Site | Municipalité        | Commentaires | Image | Coordonnées                   | Type    | Ref. |
| --- | ------------------- | --- | ----- | ----------------------------- | ------- | ---- |
| Kofun d'Itasuke (いたすけ古墳) Itasuke kofun | Sakai               | |       | 34° 33′ 12″ N, 135° 29′ 08″ E | 1       |      |
| Kofun d'Abuyama (阿武山古墳) Abuyama kofun | Takatsuki           | |       | 34° 51′ 48″ N, 135° 34′ 11″ E | 1       |      |
| Site Ama (安満遺跡) Ama iseki | Takatsuki           | |       | 34° 51′ 24″ N, 135° 37′ 53″ E | 1       |      |
| Groupe de kofun d'Ichisuka (一須賀古墳群) Ichisuka kofun-gun                                                                                             | Taishi, Kanan       | |       | 34° 30′ 19″ N, 135° 38′ 35″ E | 1       |      |
| Site du château d'Eboshigata (烏帽子形城跡) Eboshigata-jō ato                                                                                            | Kawachinagano       | |       | 34° 26′ 40″ N, 135° 33′ 53″ E | 2       |      |
| Site du Kawachidera Haiji (河内寺廃寺跡) Kawachidera Haiji ato                                                                                           | Higashiōsaka        | |       | 34° 39′ 52″ N, 135° 38′ 43″ E | 3       |      |
| Ruines du Kaie-ji (海会寺跡) Kaieji ato | Higashiōsaka        | |       | 34° 22′ 34″ N, 135° 17′ 21″ E | 3       |      |
| Kofun de Kannonzuka (観音塚古墳) Kannonzuka kofun | Habikino            | |       | 34° 32′ 15″ N, 135° 38′ 29″ E | 1       |      |
| Complexe du Kanshin-ji (観心寺境内) Kanshinji keidai | Kawachinagano       | Le kon-dō date de l'ère Shōhei (1346-1369) (voir Liste des Trésors nationaux du Japon (temples)) |       | 34° 26′ 13″ N, 135° 35′ 54″ E | 3       |      |
| Kofun de Maruyama (丸山古墳) Maruyama kofun | Kaizuka             | |       | 34° 25′ 43″ N, 135° 21′ 19″ E | 1       |      |
| Kofun de Maruboyama (丸保山古墳) Maruboyama kofun | Sakai               | |       | 34° 34′ 02″ N, 135° 29′ 07″ E | 1       |      |
| Iwaya (岩屋) Iwaya | Taishi              | Deux temples de grotte de l'époque de Nara |       | 34° 31′ 13″ N, 135° 40′ 35″ E | 3       |      |
| Site du four à tuiles de Kishibe (吉志部瓦窯跡) Kishibe kawara kama ato                                                                                  | Suita               | |       | 34° 47′ 01″ N, 135° 31′ 51″ E | 6       |      |
| Ancien phare de Sakai (旧堺燈台) kyū-Sakai tōdai | Sakai               | |       | 34° 35′ 00″ N, 135° 27′ 32″ E | 6       |      |
| Kofun de Sanyakurumazuka (禁野車塚古墳) Sanyakurumazuka kofun                                                                                            | Hirakata            | |       | 34° 48′ 39″ N, 135° 39′ 25″ E | 1       |      |
| Complexe du Kongō-ji (金剛寺境内) Kongōji keidai | Kawachinagano       | |       | 34° 25′ 43″ N, 135° 31′ 46″ E | 3       |      |
| Kofun de Kanayama (金山古墳) Kanayama kofun | Kanan               | |       | 34° 28′ 10″ N, 135° 37′ 49″ E | 1       |      |
| Kōriyama-shuku Honjin (郡山宿本陣) Kōriyama-shuku honjin                                                                                                 | Ibaraki             | Relais de poste honjin sur l'ancien Saikoku kaidō (西国街道) |       | 34° 50′ 08″ N, 135° 32′ 41″ E | 6       |      |
| Keichū Enju-an (ermitage et tombe (契沖旧庵 (円珠庵) ならびに墓) Keichū kyū-an (Enjuan) narabini haka                                                    | Ōsaka               | |       | 34° 40′ 20″ N, 135° 31′ 28″ E | 3       |      |
| Groupe de kofun de Furuichi (古市古墳群) Furuichi kofungun                                                                                               | Fujiidera, Habikino | La désignation inclut le kofun de Komuroyama (古室山古墳), le kofun de Sekimenyama (赤面山古墳), le kofun d'Ōtorizuka (大鳥塚古墳), le kofun de Suketayama (助太山古墳), le kofun de Nabesuka (鍋塚古墳), le kofun de Shiroyama (城山古墳), le kofun de Minegazuka (峯ヶ塚古墳), le kofun de Hakayama (墓山古墳), le kofun de Nonaka (野中古墳), le mausolée de l'empereur Ōjin (応神天皇陵古墳外濠外堤), le kofun d'Hachizuka (鉢塚古墳), le kofun d'Hazamiyama (はざみ山古墳), le kofun d'Aoyama (青山古墳) et le kofun de Banshoyama (蕃所山古墳); soumis avec le groupe de kofun de Mozu en vue d'une inscription sur la liste du patrimoine mondial de l'UNESCO |       | 34° 33′ 46″ N, 135° 36′ 23″ E | 1       |      |
| Tombes rupestres de Takaida (高井田横穴) Takaida yokoana                                                                                                 | Kashiwara           | |       | 34° 34′ 19″ N, 135° 38′ 21″ E | 1       |      |
| Site de Takamiya Haiji (高宮廃寺跡) Takamiya Haiji ato                                                                                                   | Neyagawa            | |       | 34° 45′ 21″ N, 135° 38′ 19″ E | 3       |      |
| Site Kōnoike Shinden Kaisho (鴻池新田会所跡) Kōnoike shinden kaisho ato                                                                                  | Higashiōsaka        | |       | 34° 41′ 53″ N, 135° 35′ 59″ E | 6       |      |
| Site de Kō (国府遺跡) Kō iseki | Fujiidera           | |       | 34° 34′ 33″ N, 135° 37′ 14″ E | 1       |      |
| Kofun de Kurohimeyama (黒姫山古墳) Kurohimeyama kofun | Sakai               | |       | 34° 32′ 45″ N, 135° 33′ 28″ E | 1       |      |
| Kofun d'Imashirozuka - Site de production de Shinchi Haniwa (今城塚古墳附新池埴輪製作遺跡) Imashirozuka kofun tsuketari Shinchi haniwa seisaku iseki     | Takatsuki           | |       | 34° 51′ 14″ N, 135° 34′ 52″ E | 1       |      |
| Site de Sakurai-eki (桜井駅跡 (楠正成伝説地)) Sakurai-eki ato (Kusunoki Masashige densetsuchi)                                                           | Shimamoto           | Associé à Kusunoki Masashige par la légende |       | 34° 52′ 51″ N, 135° 39′ 49″ E | 8       |      |
| Groupe de kofun de Sakurazuka (桜塚古墳群) Sakurazuka kofun-gun                                                                                          | Toyonaka            | |       | 34° 46′ 45″ N, 135° 27′ 46″ E | 1       |      |
| Site du Yotsu-ike (四ツ池遺跡) Yotsu-ike iseki | Sakai               | |       | 34° 32′ 40″ N, 135° 27′ 30″ E | 1       |      |
| Complexe ancien du Shitennō-ji (四天王寺旧境内) Shitennōji kyū-keidai                                                                                    | Ōsaka               | |       | 34° 39′ 15″ N, 135° 40′ 19″ E | 3       |      |
| Site du Rokutan-ji (鹿谷寺跡) Rokutanji ato | Taishi              | |       | 34° 31′ 12″ N, 135° 30′ 59″ E | 3       |      |
| Site du four à tuiles de Nanao (七尾瓦窯跡) Nanao kawara kama ato                                                                                        | Suita               | |       | 34° 31′ 12″ N, 135° 30′ 59″ E | 6       |      |
| Kofun d'Osamezuka (収塚古墳) Osamezuka kofun | Sakai               | |       | 34° 33′ 32″ N, 135° 29′ 17″ E | 1       |      |
| Site de Sumiyoshi Angū (住吉行宮跡) Sumiyoshi Angū ato                                                                                                   | Ōsaka               | |       | 34° 36′ 31″ N, 135° 29′ 38″ E | 2       |      |
| Kasuga Taisha résidence de la famille Kasuga Taisha Nangō Mokudai Imanishi (春日大社南郷目代今西氏屋敷) Kasuga Taisha Nangō mokudai Imanishi-shi yashiki | Toyonaka            | |       | 34° 45′ 42″ N, 135° 28′ 53″ E | 2       |      |
| Ogata Kōan ancienne résidence et école Tekijuku (緒方洪庵旧宅および塾) Ogata Kōan kyū-taku oyobi juku                                                    | Ōsaka               | |       | 34° 41′ 28″ N, 135° 30′ 12″ E | 4, 8    |      |
| Complexe du Katsuō-ji (勝尾寺旧境内■（ボウ）示八天石蔵および町石) Katsuōji kyū-keidai bō ji hatten sekizō oyobi chōseki                                  | Minoh               | |       | 34° 51′ 26″ N, 135° 29′ 41″ E | 3       |      |
| Kofun de Matsuokayama (松岳山古墳) Matsuokayama kofun | Kashiwara           | |       | 34° 34′ 11″ N, 135° 38′ 44″ E | 1       |      |
| Kofun de Shionjiyama (心合寺山古墳) Shionjiyama kofun | Yao                 | |       | 34° 38′ 21″ N, 135° 38′ 27″ E | 1       |      |
| Site de Shindō Haiji (新堂廃寺跡附オガンジ池瓦窯跡お亀石古墳) Shindō Haiji ato tsuketari Oganji-ike kawara kama ato Okameishi kofun                      | Tondabayashi        | La désignation inclut le site du four d'Oganji-ike et le kofun d'Okameishi Kofun |       | 34° 30′ 36″ N, 135° 36′ 03″ E | 1, 3, 6 |      |
| Kofun de Sairyō (西陵古墳第一、第二古墳) Sairyō kofun daiichi・daini kofun                                                                               | Misaki              | |       | 34° 19′ 38″ N, 135° 10′ 09″ E | 1       |      |
| Kofun d'Ishinohōden (石宝殿古墳) Ishinohōden kofun | Neyagawa            | |       | 34° 45′ 08″ N, 135° 39′ 31″ E | 1       |      |
| Site du château d'Akasaka (赤阪城跡) Akasaka-jō ato | Chihaya Akasaka     | |       | 34° 27′ 34″ N, 135° 37′ 11″ E | 2       |      |
| Site du château de Chihaya (千早城跡) Chihaya-jō ato | Chihaya Akasaka     | |       | 34° 24′ 56″ N, 135° 39′ 13″ E | 2       |      |
| Site du château d'Osaka (大坂城跡) Ōsaka-jō ato | Ōsaka               | |       | 34° 41′ 11″ N, 135° 31′ 33″ E | 2       |      |
| Site d'Ikegami-Sone (池上曽根遺跡) Ikegami-Sone iseki | Izumi, Izumiōtsu    | |       | 34° 30′ 10″ N, 135° 25′ 40″ E | 1       |      |
| Kofun de Nagazuka (Sakai) (長塚古墳) Nagazuka kofun | Sakai               | |       | 34° 33′ 28″ N, 135° 29′ 15″ E | 1       |      |
| Site du Tosaka-dera (鳥坂寺跡) Tosakadera ato | Kashiwara           | |       | 34° 35′ 01″ N, 135° 37′ 57″ E | 3       |      |
| Site du Tsūhō-ji (通法寺跡) Tsūhōji ato | Habikino            | |       | 34° 31′ 36″ N, 135° 37′ 39″ E | 3       |      |
| Kofun de Tsukamawari (塚廻古墳) Tsukamawari kofun | Sakai               | |       | 34° 33′ 46″ N, 135° 29′ 26″ E | 1       |      |
| Kofun de Tezukayama (帝塚山古墳) Tezukayama kofun | Ōsaka               | |       | 34° 37′ 17″ N, 135° 29′ 48″ E | 1       |      |
| Site Tanabe Haiji (田辺廃寺跡) Tanabe Haiji ato | Kashiwara           | |       | 34° 33′ 37″ N, 135° 38′ 33″ E | 3       |      |
| Tombes de onze guerriers Tosa (土佐十一烈士墓) Tosa jūichi resshi no haka                                                                                | Sakai               | Forcés de commettre le seppuku lors de l'incident de Sakai de 1868; sujet de la nouvelle Sakai jiken (堺事件) de Mori Ōgai |       | 34° 34′ 53″ N, 135° 28′ 54″ E | 7       |      |
| Dotō (土塔) Dotō | Sakai               | |       | 34° 31′ 56″ N, 135° 30′ 34″ E | 3       |      |
| Site de Shima Upper Government Offices et temple (嶋上郡衙跡附寺跡) Shima no kami gunga ato tsuketari tera ato                                           | Takatsuki           | |       | 34° 51′ 07″ N, 135° 36′ 10″ E | 2, 3    |      |
| Kofun de Tsugeyama (闘鶏山古墳) Tsugeyama kofun | Takatsuki           | |       | 34° 51′ 14″ N, 135° 35′ 06″ E | 1       |      |
| Site du Château de Kusunoki (haut du château d'Akasaka) (楠木城跡 (上赤阪城跡)) Kusunoki-jō ato (Kami-Akasaka-jō ato)                                    | Chihaya Akasaka     | |       | 34° 26′ 56″ N, 135° 37′ 52″ E | 2       |      |
| Site de la batterie de Kuzuha (楠葉台場跡) Kuzuha daiba ato                                                                                              | Hirakata            | |       | 34° 52′ 35″ N, 135° 40′ 53″ E | 2       |      |
| Site du palais de Naniwa (難波宮跡附法円坂遺跡) Naniwa-no-miya ato tsuketari Hōenzaka iseki                                                              | Ōsaka               | |       | 34° 40′ 48″ N, 135° 31′ 22″ E | 2       |      |
| Kofun de Futagozuka (二子塚古墳) Futagozuka kofun | Taishi              | |       | 34° 30′ 39″ N, 135° 39′ 05″ E | 1       |      |
| Amas coquiller de Kusaka (日下貝塚) Kusaka kaizuka | Higashiōsaka        | |       | 34° 41′ 32″ N, 135° 38′ 55″ E | 1       |      |
| Site du Manoir de Hine (日根荘遺跡) Hine-no-shō iseki | Izumisano           | |       | 34° 22′ 25″ N, 135° 20′ 38″ E | 6       |      |
| Kofun de Chinooka (乳岡古墳) Chinooka kofun | Sakai               | |       | 34° 33′ 21″ N, 135° 27′ 56″ E | 1       |      |
| Site du Kudara-dera (百済寺跡) Kudaradera ato | Hirakata            | |       | 34° 48′ 56″ N, 135° 39′ 40″ E | 3       |      |
| Kofun de Monjuzuka (文珠塚古墳) Monjuzuka kofun | Sakai               | |       | 34° 32′ 48″ N, 135° 28′ 54″ E | 1       |      |
| Kofun de Makinokurumazuka (牧野車塚古墳) Makinokurumazuka kofun                                                                                          | Hirakata            | |       | 34° 50′ 01″ N, 135° 40′ 09″ E | 1       |      |
| Kofun de Mayuyama (摩湯山古墳) Mayuyama kofun | Kishiwada           | |       | 34° 27′ 45″ N, 135° 27′ 25″ E | 1       |      |
| Yachū-ji, ancien site Shichidō garan (野中寺旧伽藍跡) Yachūji kyū-garan ato                                                                              | Habikino            | |       | 34° 33′ 31″ N, 135° 35′ 32″ E | 3       |      |
| Site de production de Honda Shiratori Haniwa (誉田白鳥埴輪製作遺跡) Honda Shiratori haniwa seisaku iseki                                                 | Habikino            | |       | 34° 33′ 25″ N, 135° 36′ 26″ E | 6       |      |
| Kofun d'Izumikoganezuka (和泉黄金塚古墳) Izumikoganezuka kofun                                                                                           | Izumi               | |       | 34° 30′ 49″ N, 135° 26′ 00″ E | 1       |      |
| Tombe de Chikamatsu Monzaemon (近松門左衛門墓) Chikamatsu Monzaemon no haka                                                                              | Ōsaka               | Les tombes du dramaturge se trouvent aussi bien à Myōhō-ji (妙法寺) Chūō-ku, Ōsaka qu'à Kōsaiji (広済寺), Amagasaki, préfecture de Hyōgo la désignation inclut les deux sites |       | 34° 40′ 16″ N, 135° 31′ 01″ E | 7       |      |

## Sites historiques préfectoraux
Soixante-sept  sites ont été désignés comme étant d'importance préfectorale.
| Site | Municipalité  | Commentaires                                              | Image | Coordonnées                   | Type | Ref. |
| --- | ------------- | --------------------------------------------------------- | ----- | ----------------------------- | ---- | ---- |
| Site de Geppō-ji (月峯寺跡) Geppōji ato                                                                                         | Nose          | sur le mont Kenpi                                         |       | 34° 58′ 32″ N, 135° 24′ 26″ E |      |      |
| Ancienne résidence de Kayano Sanpei (萱野三平旧邸) Kayano Sanpei kyū-tei                                                        | Minoh         |                                                           |       | 34° 49′ 40″ N, 135° 29′ 03″ E |      |      |
| Kofun d'Hachizuka (鉢塚古墳) Hachizuka kofun                                                                                    | Ikeda         |                                                           |       | 34° 49′ 04″ N, 135° 26′ 13″ E |      |      |
| Kofun d'Ikeda Chausuyama (池田茶臼山古墳) Ikeda Chausuyama kofun                                                                | Ikeda         |                                                           |       | 34° 49′ 34″ N, 135° 26′ 03″ E |      |      |
| Site du four à tuiles de Kishibe (吉志部瓦窯跡) Kishibe kawara kama ato                                                         | Suita         |                                                           |       | 34° 47′ 00″ N, 135° 31′ 50″ E |      |      |
| Kofun de Minohara (耳原古墳) Minohara kofun                                                                                     | Ibaraki       |                                                           |       | 34° 50′ 30″ N, 135° 33′ 50″ E |      |      |
| Kofun de Kaihōzuka (海北塚古墳) Kaihōzuka kofun                                                                                 | Ibaraki       |                                                           |       | 34° 50′ 29″ N, 135° 32′ 59″ E |      |      |
| Kofun de Shinkizan (紫金山古墳) Shinkizan kofun                                                                                 | Ibaraki       |                                                           |       | 34° 50′ 39″ N, 135° 32′ 46″ E |      |      |
| Saikoku Kaidō Akutagawa Ichirizuka Ichirizuka (西国街道芥川一里塚) Saikoku Kaidō Akutagawa ichirizuka                           | Takatsuki     |                                                           |       | 34° 51′ 07″ N, 135° 36′ 47″ E |      |      |
| Site du palais Kuzuha de l'empereur Keitai (継体天皇樟葉宮跡伝承地) Keitai tennō Kuzuha-no-miya ato den-shōchi                  | Hirakata      |                                                           |       | 34° 52′ 04″ N, 135° 41′ 23″ E |      |      |
| Tombe de Wani (伝王仁墓) den-Wani no haka                                                                                       | Hirakata      |                                                           |       | 34° 49′ 13″ N, 135° 42′ 45″ E |      |      |
| Kofun de Katano Higashikurumazuka (交野東車塚古墳) Katano Higashikurumazuka kofun                                               | Katano        |                                                           |       | 34° 46′ 54″ N, 135° 41′ 24″ E |      |      |
| Kofun de Neya (寝屋古墳) Neya kofun                                                                                             | Neyagawa      |                                                           |       | 34° 45′ 43″ N, 135° 39′ 19″ E |      |      |
| Tombe de Kusunoki Masatsura (伝楠木正行墓) den-Kusunoki Masatsura no haka                                                       | Shijōnawate   |                                                           |       | 34° 43′ 58″ N, 135° 38′ 12″ E |      |      |
| Tombe de Wada Kenshū (伝和田賢秀墓) den-Wada Kenshū no haka                                                                     | Shijōnawate   |                                                           |       | 34° 44′ 07″ N, 135° 38′ 32″ E |      |      |
| Kofun de Shinobugaoka (忍岡古墳) Shinobugaoka kofun                                                                             | Shijōnawate   |                                                           |       | 34° 44′ 49″ N, 135° 38′ 29″ E |      | ,    |
| Site des bureaux du gouvernement préfectoral de Settsu (Toyosaki) (摂津県改称豊崎県庁跡) Settsu-ken kaishō Toyosaki-ken-chō ato | Ōsaka         | dans l'enceinte du Sōzen-ji (崇禅寺) à Higashiyodogawa-ku |       | 34° 44′ 02″ N, 135° 30′ 31″ E |      |      |
| Kofun de Chausuyama Kofun (Tennōji-ku) et étang (茶臼山古墳および河底池) Chausuyama kofun oyobi kawazoko-ike                    | Ōsaka         |                                                           |       | 34° 39′ 06″ N, 135° 30′ 44″ E |      |      |
| Site de Settsu Kasanuhinomura (摂津笠縫邑跡) Settsu Kasanuhinomura ato                                                          | Ōsaka         |                                                           |       | 34° 40′ 11″ N, 135° 33′ 38″ E |      |      |
| Enceinte du Myōhō-ji (Osaka) de Keichū (僧契沖妙法寺境内) sō Keichū Myōhōji keidai                                              | Ōsaka         |                                                           |       | 34° 40′ 08″ N, 135° 32′ 54″ E |      |      |
| Kofun d'Okachiyama (御勝山古墳) Okachiyama kofun                                                                                | Ōsaka         |                                                           |       | 34° 39′ 16″ N, 135° 32′ 09″ E |      |      |
| Site du siège du gouvernement préfectoral d'Ōsaka (大阪府庁跡) Ōsaka-fu-chō ato                                                 | Ōsaka         |                                                           |       | 34° 41′ 05″ N, 135° 30′ 39″ E |      |      |
| Tumulus no 1 de Kayafuri (萱振1号墳) Kayafuri 1-gō fun                                                                          | Yao           |                                                           |       | 34° 38′ 34″ N, 135° 36′ 14″ E |      |      |
| Tumulus de Togiyama (伽山墳墓) Togiyama funbo                                                                                   | Taishi        |                                                           |       | 34° 30′ 58″ N, 135° 37′ 58″ E |      |      |
| Tombe de Fujiwara no Ietaka (伝藤原家隆墓) den-Fujiwara no Ietaka no haka                                                       | Ōsaka         |                                                           |       | 34° 39′ 34″ N, 135° 30′ 47″ E |      |      |
| Enceinte du Shōgonjōdo-ji (荘厳浄土寺) Shōgonjōdoji keidai                                                                      | Ōsaka         |                                                           |       | 34° 36′ 45″ N, 135° 29′ 57″ E |      |      |
| Site du Nishinotsuji (西ノ辻遺跡) Nishinotsuji iseki                                                                            | Higashiōsaka  |                                                           |       | 34° 36′ 45″ N, 135° 29′ 57″ E |      |      |
| Site du Kawachi Ōjō-in (河内往生院伝承地) Kawachi Ōjōin den-shōchi                                                              | Higashiōsaka  |                                                           |       | 34° 39′ 09″ N, 135° 39′ 08″ E |      |      |
| Enceinte du Chōei-ji (Higashiōsaka) (長栄寺境内) Chōeiji keidai                                                                 | Higashiōsaka  |                                                           |       | 34° 39′ 59″ N, 135° 34′ 23″ E |      |      |
| Kofun de Kagamizuka (鏡塚古墳) Kagamizuka kofun                                                                                 | Yao           |                                                           |       | 34° 38′ 24″ N, 135° 38′ 15″ E |      |      |
| Site d'Onji (恩智遺跡) Onji iseki                                                                                               | Yao           |                                                           |       | 34° 36′ 25″ N, 135° 37′ 37″ E |      |      |
| Site du siège du gouvernement préfectoral de Kawachi (河内県庁跡) Kawachi-ken-chō ato                                           | Yao           |                                                           |       | 34° 37′ 44″ N, 135° 35′ 48″ E |      |      |
| Kofun d'Atagozuka (愛宕塚古墳) Atagozuka kofun                                                                                  | Yao           |                                                           |       | 34° 38′ 10″ N, 135° 38′ 52″ E |      |      |
| Kon-dō du Chishiki-ji] et site de la pagode est (智識寺金堂跡および東塔跡) Chishikiji kondō ato oyobi tōtō ato                  | Kashiwara     |                                                           |       | 34° 34′ 56″ N, 135° 37′ 59″ E |      |      |
| Seijōsen (清浄泉 (浄井戸)) Seijōsen (jōido)                                                                                     | Kashiwara     |                                                           |       | 34° 34′ 57″ N, 135° 38′ 03″ E |      |      |
| Groupe de tombes des grottes d'Anpukuji (安福寺横穴群) Anpukuji ōketsu-gun                                                      | Kashiwara     |                                                           |       | 34° 33′ 47″ N, 135° 37′ 46″ E |      |      |
| Kofun de Warizuka (割塚古墳) Warizuka kofun                                                                                     | Fujiidera     |                                                           |       | 34° 33′ 50″ N, 135° 35′ 41″ E |      |      |
| Enceinte du Tsuboi Hachiman-gū (壷井八幡宮境内) Tsuboi Hachiman-gū keidai                                                       | Habikino      |                                                           |       | 34° 31′ 51″ N, 135° 37′ 33″ E |      |      |
| Enceinte du Eifuku-ji (叡福寺境内) Eifukuji keidai                                                                              | Taishi        |                                                           |       | 34° 31′ 07″ N, 135° 38′ 23″ E |      |      |
| Kofun d'Oreizan (御嶺山古墳) Oreizan kofun                                                                                      | Taishi        |                                                           |       | 34° 31′ 35″ N, 135° 37′ 57″ E |      |      |
| Kofun de Buddaji (仏陀寺古墳) Buddaji kofun                                                                                     | Taishi        |                                                           |       | 34° 30′ 53″ N, 135° 38′ 59″ E |      |      |
| Site du château d'Hiraiwa (平石城跡) Hiraiwa-jō ato                                                                             | Kanan         |                                                           |       | 34° 29′ 57″ N, 135° 38′ 40″ E |      |      |
| Enceinte du Hirokawa-dera (弘川寺境内) Hirokawadera keidai                                                                      | Kanan         |                                                           |       | 34° 28′ 28″ N, 135° 39′ 11″ E |      |      |
| Enceinte du Kōki-ji (高貴寺境内) Kōkiji keidai                                                                                  | Kanan         |                                                           |       | 34° 29′ 57″ N, 135° 39′ 51″ E |      |      |
| Nigoritei (水郡邸) Nigoritei | Tondabayashi  |                                                           |       | 34° 29′ 31″ N, 135° 35′ 27″ E |      |      |
| Higashi-Kōya Kaidō Nishikiori Ichirizuka (東高野街道錦織一里塚) Higashi-Kōya Kaidō Nishikiori ichirizuka                        | Tondabayashi  |                                                           |       | 34° 28′ 22″ N, 135° 34′ 45″ E |      |      |
| Kofun de Tsuzuyama - kofuhn de Nihonmatsu (廿山古墳及び二本松古墳) Tsuzuyama kofun oyobi Nihonmatsu kofun                       | Tondabayashi  |                                                           |       | 34° 29′ 17″ N, 135° 34′ 47″ E |      |      |
| Site de la résidence de Ōe Tokichika (伝大江時親邸跡) den-Ōe Tokichika tei ato                                                  | Kawachinagano |                                                           |       | 34° 24′ 27″ N, 135° 33′ 49″ E |      |      |
| Kofun de Tōzuka (塔塚古墳) Tōzuka kofun                                                                                         | Sakai         |                                                           |       | 34° 32′ 20″ N, 135° 27′ 17″ E |      |      |
| Sites 73 et 74 du four de Kōzōji (高蔵寺73号窯跡、74号窯跡) Kōzōji 73-gō yōseki, 74-gō yōseki                                   | Sakai         |                                                           |       | 34° 30′ 04″ N, 135° 29′ 59″ E |      |      |
| Kofun de Gobōyama (御坊山古墳) Gobōyama kofun                                                                                   | Sakai         |                                                           |       | 34° 30′ 58″ N, 135° 30′ 56″ E |      |      |
| Site du siège du gouvernement préfectoral de Sakai (堺県庁跡) Sakai-ken-chō ato                                                 | Sakai         |                                                           |       | 34° 35′ 00″ N, 135° 28′ 55″ E |      |      |
| Site Yōju-an de Keichū (契沖養寿庵跡) Keichū Yōju-an ato                                                                        | Izumi         |                                                           |       | 34° 27′ 40″ N, 135° 27′ 55″ E |      |      |
| Kofun de Kitsunezuka (Izumi) (狐塚古墳) Kitsunezuka kofun                                                                       | Izumi         |                                                           |       | 34° 29′ 11″ N, 135° 26′ 46″ E |      |      |
| Enceinte de Matsuo-dera (Izumi) (松尾寺境内) Matsuodera keidai                                                                  | Izumi         |                                                           |       | 34° 25′ 59″ N, 135° 27′ 47″ E |      |      |
| Izumi Shimizu (和泉清水) Izumi shimizu                                                                                          | Izumi         |                                                           |       | 34° 29′ 14″ N, 135° 25′ 40″ E |      |      |
| Kofun de Marugasayama (丸笠山古墳) Marugasayama kofun                                                                           | Izumi         |                                                           |       | 34° 29′ 45″ N, 135° 26′ 40″ E |      |      |
| Site du château de Kishiwada (岸和田城跡) Kishiwada-jō ato                                                                      | Kishiwada     |                                                           |       | 34° 27′ 32″ N, 135° 22′ 15″ E |      |      |
| Enceinte du Kumeda-dera (久米田寺境内) Kumedadera keidai                                                                        | Kishiwada     |                                                           |       | 34° 27′ 34″ N, 135° 24′ 42″ E |      |      |
| Kofun de Shiratoyama (白峠山古墳) Shiratoyama kofun                                                                             | Misaki        |                                                           |       | 34° 19′ 38″ N, 135° 10′ 57″ E |      |      |
| Ichirizuka de Kumano Kaidō Handa Ichirizuka (熊野街道半田一里塚) Kumano kaidō Handa ichirizuka                                  | Kaizuka       |                                                           |       | 34° 26′ 04″ N, 135° 21′ 34″ E |      |      |
| Site d'Umayado Ōji (廐戸王子跡) Umayado Ōji iseki                                                                               | Sennan        |                                                           |       | 34° 22′ 35″ N, 135° 17′ 19″ E |      |      |
| Tumulus Tamadayama no 1 (玉田山一号墳) Tamadayama ichi-gō fun                                                                   | Hannan        |                                                           |       | 34° 20′ 43″ N, 135° 15′ 19″ E |      |      |
| Site de Tannowa-bessho (淡輪別所遺跡) Tannowa bessho iseki                                                                      | Misaki        |                                                           |       | 34° 19′ 53″ N, 135° 10′ 42″ E |      |      |
| Tumulus Kōnosusan no 1 (鴻ノ巣山第1号墳) Kōnosusan daiichi-gō fun                                                               | Misaki        |                                                           |       | 34° 19′ 53″ N, 135° 10′ 42″ E |      |      |
| Talus de Manda (伝茨田堤) den-Manda tsutsumi                                                                                    | Kadoma        |                                                           |       | 34° 44′ 42″ N, 135° 36′ 15″ E |      |      |
| Site de la pagode de Tanpi Haiji (丹比廃寺塔跡) Tanpi Haiji tō ato                                                              | Sakai         |                                                           |       | 34° 32′ 33″ N, 135° 34′ 09″ E |      |      |

## Types de monuments historiques
1. Amas coquiller, village en ruine, kofun, autres ruines de ce type ;
2. Ruine de ville fortifiée, château, bâtiment gouvernemental, champ de bataille et autre ruine historique liée à la politique ou le gouvernement (都城跡、国郡庁跡、城跡、官公庁、戦跡その他政治に関する遺跡) ;
3. Vestige de sanctuaire et de temple, ancienne tombe et autre ruine historique liée à la religion (社寺の跡又は旧境内その他祭祀信仰に関する遺跡) ;
4. Écoles, institutions de recherche, centres culturels et autres ruines historiques liées à l'éducation, l'apprentissage ou la culture (学校、研究施設、文化施設その他教育・学術・文化に関する遺跡) ;
5. Équipements de soins médicaux ou de bien être, institution lié à la vie quotidienne, autres ruines liées à la vie quotidienne (医療・福祉施設、生活関連施設その他社会・生活に関する遺跡) ;
6. Équipements de transport et de communications, équipements de gestion des forêts et des inondations, industries et autres sites historiques liés à la finance ou à l'industrie (交通・通信施設、治山・治水施設、生産施設その他経済・生産活動に関する遺跡) ;
7. Tombes et pierres tombales avec des inscriptions (墳墓及び碑) ;
8. Anciennes résidences, jardins, étangs et autres lieux ayant une signification historique (旧宅、園池その他特に由緒のある地域の類) ;
9. Ruines liées à des pays étrangers ou des étrangers (外国及び外国人に関する遺跡)

## Sources de la traduction
- (en) Cet article est partiellement ou en totalité issu de l’article de Wikipédia en anglais intitulé « List of Historic Sites of Japan (Ōsaka) » (voir la liste des auteurs).

- (en) Cet article est partiellement ou en totalité issu de l’article de Wikipédia en anglais intitulé « Monuments of Japan » (voir la liste des auteurs).